# Quintus (római orvos)
Quintus (2. század első fele) római orvos.

## Élete
Az empirikus iskolához tartozott, kora egyik leghíresebb orvosa volt, olyannyira, hogy a Római Birodalom minden részéből érkeztek betegek hozzá. Galénosz említi, hogy az ő mesterei, Aiszkrión és Szatürosz, továbbá Pelopsz Szmürnában és Numeszianosz valamennyien Quintus tanítványai voltak.